# Mamurluk
Mamurluk ili veisalgia je skup simptoma povezanih s konzumacijom alkoholnih pića. Najčešći simptomi su glavobolja, mučnina, dehidracija, umor i osjetljivost na svjetlo i zvuk. O tome koliko jak i neugodan će mamurluk biti ovisi koliko se i kojeg alkohola unijelo; o općem stanju organizma, spolu i obroku prije unošenja alkohola. Razlozi nastajanja mamurluka još nisu potpuno poznati.

## Etimologija
Veisalgia dolazi od norveške riječi kveis, što znači „osjećaj boli nakon razvrata“, i grčke riječi algia, što znači „bol“.

## Uzroci
Etanol sprječava lučenje ADH-a (antidiuretski hormon), pa apsorbcija vode, koja se inače događa, nije moguća. Skupa s vodom odlaze i tijelu prijeko potrebni elektroliti – natrij i kalij. To uzrokuje snažan osjećaj suhoće ustima sljedeće jutro, mučninu i gubitak koordinacije, a nedostatak elektrolita moze izazvati neugodu, dezorijentiranost i mučninu.
Neka alkoholna pića, poglavito ona jeftinija, u sebi imaju raznorazne ostatke loše provedene fermentacije. Najčešće su to alkoholi višeg reda, a takve se tvari razgrađuju prije samog etanola, i pri njihovoj razgradnji mogu nastati štetni spojevi. To je vjerojatno razlog zbog čega mamurluk izostaje nakon čišćih alkoholnih pića, posebno votke.
Kada jetra razgrađuje alkohol, ona koristi enzim alhohol-dehidrogenazu, pri čemu nastaje acetaldehid. Acetaldehid se zatim pretvara u bezopasni acetat, uz djelovanje dvaju enzima: acetaldehid-dehidrogenaze i glutationa. Kako jetra ima tek ograničene zalihe ovih enzima, kada veća količina alkohola uđe u krv, te se rezerve potroše, pa se acetaldehid nagomilava (a on je sam 10 do 30 puta otrovniji od samog etanola).
Enzimi koji se luče, poput CYP2E1 enzima, mogu stvarati dodatne slobodne radikale što može dovesti do pojačanog lučenja ciklooksigenaza, upalnih enzima.
Također, vitamin B12, potreban u metabolizmu alkohola, može se potrošiti, pa je njegov nedostatak čest kod kroničnih alkoholičara.